# 仁川镇
仁川镇，是中国浙江省金华市磐安县下辖的一个镇。

## 历史
仁川镇古称蒋润，后因境内溪流水源长年不竭而改为润川，1949年12月建乡，1950年10月以谐音改为仁川乡。
1956年原风门乡、如公乡和雅塘乡泊公、潘田等村并入仁川乡，1958年仁川乡改为卫星公社仁川管理区，1959年改为安文公社仁川管理区，1961年9月又改为仁川公社。1983年恢复仁川乡建制，属磐安县安文区:28，1992年磐安县各县辖区撤销，仁川乡与天网乡合并建立仁川镇，由磐安县直辖。

## 行政区划
仁川镇辖有以下地区：
下石岗村、滚涛村、泊公坑村、方山村、流岸村、洋坑村、赤岩前村、柳坡村、新岭下村、黄余田村、潘田村、杨宅村、泊公村、平子坑村、半坑村、荣坑口村、洋庄村、胡庄村、石下村、月岭村、高坑村、马岭村、姜华坑村、西产村、胡八坑村、张圩村、平象村和下余村。